# 忍青龍
忍青龍（しのぶ しょうりゅう）は、日本のイラストレーター。デビュー当時の名前はきがわ琳。

## 作品リスト

### イラスト
- クリス・クロス 混沌の魔王
- 風のケアル
- コールド・ゲヘナ
- スカーレット・ウィザード